# 久松五勇士

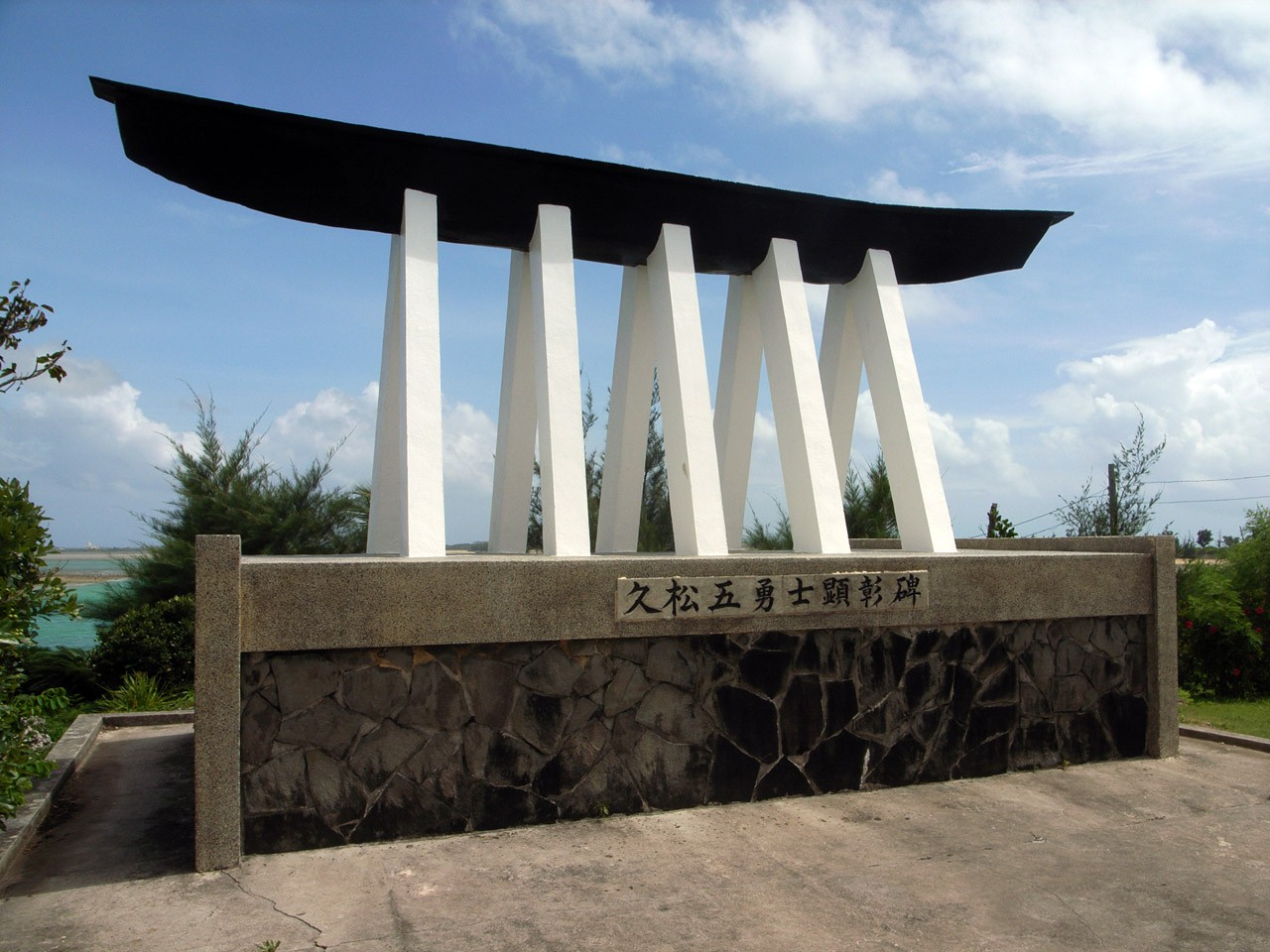
久松五勇士顕彰碑（宮古島）

久松五勇士（ひさまつごゆうし、旧字体：久松󠄁五勇󠄁士）は、日露戦争時に行われた日本海海戦に先立ち、バルチック艦隊発見の知らせを宮古島から石垣島に伝えた5人の漁師の呼び名である。

## 概要

### バルチック艦隊の発見
日露戦争最中の1905年5月、極東に向けて欧州から派遣されたロシア海軍のバルチック艦隊（艦隊司令長官：ロジェストヴェンスキー中将）が、半年以上にわたる航海を経て日本近海に接近していた。
5月22日午前10時頃、粟国村の青年奥浜牛（）ら6名が操船する、那覇から宮古島に向かっていたマーラン船「宮城丸」が、宮古島沖でバルチック艦隊に遭遇した。艦隊は、宮城丸を中国のジャンク船と誤認したのか拿捕や撃沈はせず、そのまま北東へと去っていった。奥浜らは、宮城丸の出帆前に警察署水上派出所から水雷への注意とともに敵艦隊発見時はただちに報告するよう要請を受けていたことから、急ぎ宮古島を目指し、25日午前9時頃に漲水港（現・平良港）に到着して宮古島警察所に通報した（諸説あり）。

### 久松五勇士
人口に膾炙したその後の「五勇士」の物語は、おおよそ以下のようなものである。
バルチック艦隊発見の報はただちに宮古島庁島司の橋口軍六に報告され、緊急会議が開かれるが、当時の宮古島には電信設備がなく、これを即座に本島に伝える術がなかった。そこで最寄りの電信局がある約130キロ離れた石垣島に早舟を出す事となり、地元の若い漁師たちの中から松原の区長である垣花善（、1876年-1924年）が選抜された。この時期は地元では「バウフの節」と呼んで恐れられている季節であったが、垣花は身内の中から弟の清と従兄弟の与那覇松・蒲兄弟、そして久貝原部落の友人である与那覇蒲に頼みこみ、5人でこの任務にあたることにした。
橋口島司から託された文書が入った文箱を携えた一行は、26日午前6時にウプドマーラ浜を出発した。天候が移ろいやすい大海にあっては木の葉にも等しいサバニ（刳舟）で漕ぎ出した5人は、イエーク（櫂）を必死に操り、同日午後10時ごろに石垣島東海岸（上陸地点は白保とされる）へ到着した。さらにそこから2時間走って翌27日午前0時頃に八重山電信局に飛び込み、バルチック艦隊発見の急報が打電された。彼らが報告したバルチック艦隊の艦艇数は、「40隻あまり」とほぼ正確な情報であった。しかし大本営が受け取った第一報は「敵艦見ユ」で知られる信濃丸から同日午前4時45分に発信された通報であり、入電時刻の差は僅かに1時間。帰路においても困難を極めたが、5人の壮挙も虚しく、はるばる宮古島からもたらされた情報は直接軍事作戦上の役に立つことはなかった。
日本海海戦は日本海軍の大勝に終わったものの、この出来事は村人の語り草の域を出ずに（5人は島司の言いつけを守り、多くを語らなかったと言われる）、歴史の片隅に埋もれていくかに思われた。

### 全国的な表彰運動
大正時代に入り、沖縄県師範学校主事に着任した稲垣国三郎が、宮古島出身教諭である佐久田昌教の講話を聞いてこの出来事を知り、いたく感銘を受けた。さらに宮古島を訪問して「勇士」たちが住む家のみすぼらしさを目の当たりにした稲垣は、「彼らを満天下に知らしめ彼らの労をねぎらってやりたい」と決意。これを世に公表して青年教化の資料とすべく奔走した。1929年には早稲田大学の国文学者五十嵐力が編纂した中等学校用の国語教科書『純正国語読本』に「遅かりし1時間」として掲載されるなど、昭和期には一躍全国的に知られるようになった。
日露戦争30周年にあたる1935年には顕彰運動が大々的に盛り上がった。宮古郡教育部会の発起により、「五勇士」が漕いだサバニは日本海軍へ献納すべく沖縄県児童らのカンパにより買い上げられ、4月1日に漲水港に投錨した軍艦能登呂で献納式が行われた。5月27日には大角岑生海軍大臣から表彰状と銀杯が贈られている。
右者󠄁明󠄁治三十八年五月󠄁二十五日露國第二太平󠄁洋艦隊󠄁ノ宮古島ニ現ハレルヽヤ島司ノ命ヲ承ケ一小漁船󠄂ヲ以テ克ク風浪ト鬭ヒ力漕約󠄁百浬以テ八重山島官廳ニ之ヲ急󠄁報シテ其ノ重任ヲ全󠄁ウシタル獻身報國ノ至誠ハ洵ニ賞讚ニ價ス仍テ日露戰役三十周年記念ニ際シ銀盃壹個ヲ贈󠄁與シ茲ニ之ヲ表彰ス昭和十年五月󠄁二十七日—海軍大臣正三位勲一等功五級 大角峯生、与那覇松への表彰状、

## 電文の公開
大本営海軍部が受信した電文は、第二次世界大戦後も防衛庁資料室に残されており、1974年7月に杉浦喜義海上自衛隊第5航空群司令がそのコピーを平良市に寄贈した。これによれば、海軍軍令部が電文を受理したのは日本海海戦では日本海軍の勝利が確定し残敵掃討に移行していた段階にあたる5月28日10時であり、流布話とは実態が大きく異なっていたことが判明した。
五月󠄁二十八日午前󠄁十時〇分󠄁 受󠄁信
受󠄁信者󠄁 海󠄀軍部 發信者󠄁沖繩縣宮古島司
　　同警察署󠄀長本月󠄁二十三日午前󠄁一〇時頃、本島慶良間間中央ニテ軍艦四十餘隻柱二三煙󠄁突󠄁二三船󠄂色赤二餘ハ桑色ニテ三列ノ隊󠄁列ヲナシ東北ニ進󠄁航シツヽアリシガ內一隻ハ東南ニ航行スルヲ認󠄁メシモノアリ但シ船󠄂旗ハ不明󠄁、右報吿ス
發信局ヤエヤマ
五月󠄁二十八日午前󠄁七時一〇分 發信—大本営海軍部あて電文、

## 現在も残る「久松五勇士」の評価
軍事色の強い話題だけに太平洋戦争（大東亜戦争）の後、教科書から姿を消すと本土では瞬く間に忘れ去られていったが、宮古島や石垣島では依然として郷土の英雄という評価は揺るがず、1966年には、宮古島久松海岸にサバニを5本の柱で支えるコンクリート製のモニュメント『久松五勇士顕彰碑』が建てられれ、石垣島においても宮古島出身者ら有志によって伊原間海岸に『久松五勇士上陸之地』の石碑が建立された（題字は荒木貞夫が揮毫）。現在でも、10年ごとの節目に記念事業が行われている。
昭和40年代に、沖縄県出身の音楽家である奥平潤により『黒潮の闘魂』という久松五勇士を称える歌が作られている。
うずまきパンで有名な宮古島市の富士製菓製パンは、「久松五勇士」という名の菓子を販売している。
自由社発行の「新しい歴史の教科書」にも、「久松五勇士」が取り上げられている。